# Comanche (komiks)
Comanche – belgijska seria komiksowa autorstwa przez Michela Grega (scenariusz do tomów 1–14), Hermanna Huppena (rysunki do tomów 1–10), Rodolphe’a Daniela Jacquette’a (scenariusz do tomu 15) i Michela Rouge’a (rysunki do tomów 11–15). Ukazywała się w oryginale francuskojęzycznym w latach 1972–2002 nakładem wydawnictw Le Lombard i Dargaud. Po polsku pierwsze 10 tomów opublikowało Wydawnictwo Komiksowe w latach 2016–2017. W 2022 polskie wydanie wznowiła oficyna Ongrys, zapowiadając publikację całej serii w trzech tomach zbiorczych. 

## Fabuła
Akcja serii rozgrywa się w XIX wieku na Dzikim Zachodzie. Comanche to młoda właścicielka ziemska z Wyoming. Ona i jej opiekun, stary Ten Gallons, z trudem prowadzą ranczo 666, które Comanche odziedziczyła po ojcu. Pewnego dnia pojawia się znikąd kowboj i rewolwerowiec Red Dust. Urzeczona nim Comanche mianuje go zarządcą rancza. Red Dust zatrudnia do pomocy współpracowników, których charaktery i intencje ujawniają w kolejnych tomach serii.

## Tomy
| Tom | Tytuł i rok I wydania polskiego   | Tytuł i rok wydania I wydania oryginalnego |
| --- | --------------------------------- | ------------------------------------------ |
| 1   | Red Dust (2016)                   | Red Dust (1972)                            |
| 2   | Wojownicy rozpaczy (2016)         | Les Guerriers du désespoir (1973)          |
| 3   | Wilki w Wyoming (2016)            | Les Loups du Wyoming (1974)                |
| 4   | Czerwone niebo nad Laramie (2016) | Le ciel est rouge sur Laramie (1975)       |
| 5   | Mroczna pustynia (2017)           | Le Désert sans lumière (1976)              |
| 6   | Buntownicza furia (2017)          | Furie rebelle (1976)                       |
| 7   | Palec diabła (2017)               | Le Doigt du diable (1977)                  |
| 8   | Szeryfowie (2017)                 | Les Shériffs (1980)                        |
| 9   | A diabeł zawyje z radości (2017)  | Et le diable hurla de joie… (1981)         |
| 10  | Zwłoki Algernona Browna (2017)    | Le Corps d’Algernon Brown (1983)           |
| 11  |                                   | Les Fauves (1990)                          |
| 12  |                                   | Le Dollar à trois faces (1992)             |
| 13  |                                   | Le Carnaval sauvage (1995)                 |
| 14  |                                   | Les Cavaliers du rio perdu (1997)          |
| 15  |                                   | Red Dust express (2002)                    |